# Strepera
Los verdugos o currawongs (Strepera) son un género de aves paseriformes de la familia Artamidae nativas de Australia. 

## Especies
Se reconocen tres especies:
- Strepera graculina - verdugo pío;
- Strepera fuliginosa - verdugo fuliginoso;
- Strepera versicolor - verdugo cenizo.